# Muhammad Mustafā al-Marāghī

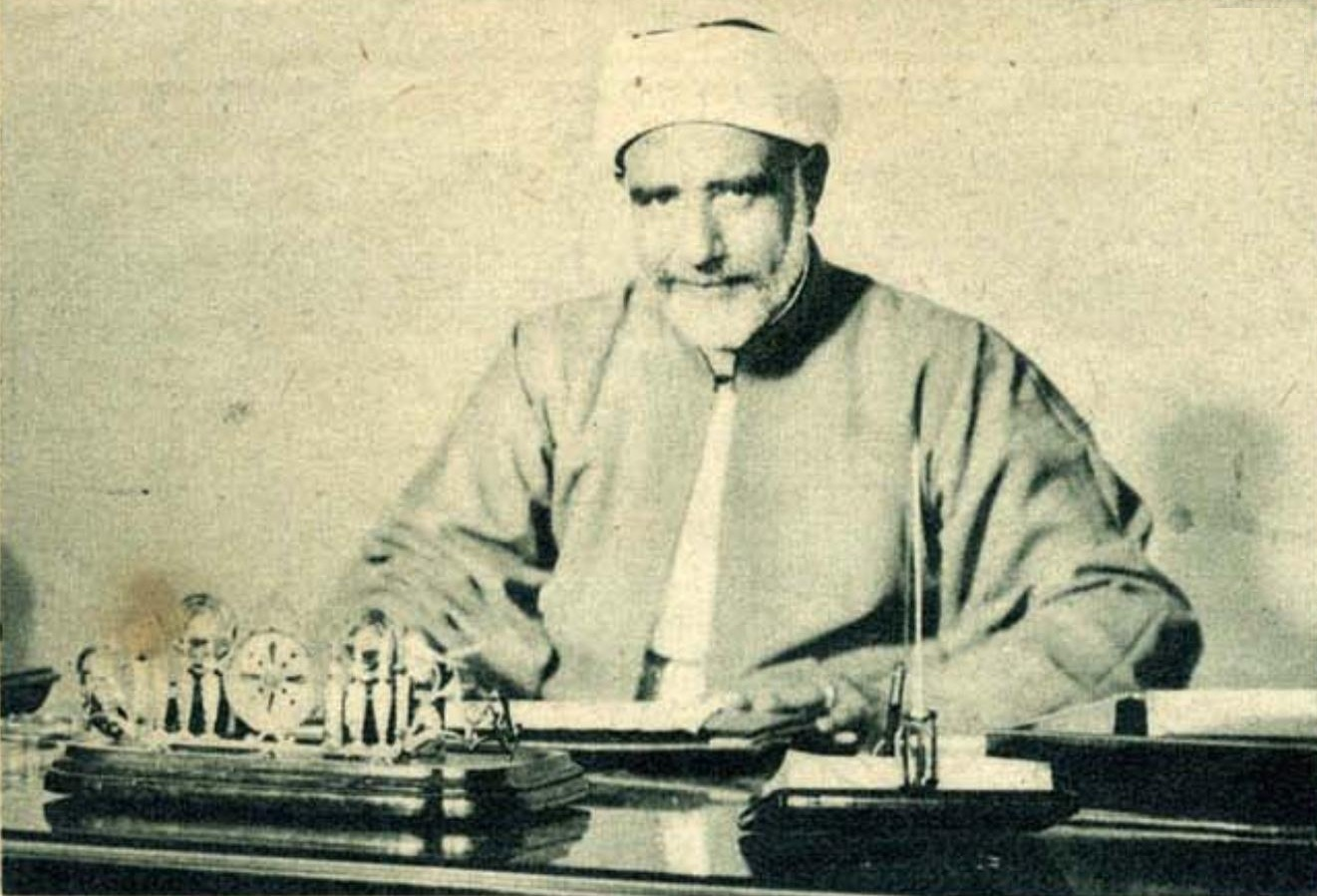
Muhammad Mustafā al-Marāghī an seinem Schreibtisch

Muhammad Mustafā al-Marāghī (arabisch محمد مصطفى المراغي, DMG Muḥammad Muṣṭafā al-Marāġī * 1881; † 1945) war ein ägyptischer reformorientierter islamischer Gelehrter, der sich in seinen Schriften vor allem mit Koranexegese befasste, auf ein ägyptisches Kalifat hinarbeitete und von 1928 bis 1929 und erneut von 1935 bis 1945 das Amt des Scheich al-Azhar bekleidete.

## Frühe Jahre
Al-Marāghī war ein Schüler von Muhammad Abduh und fungierte von 1908 bis 1919 als Oberster Richter im Sudan. Während dieser Zeit erlernte er die englische Sprache und entwickelte erste Pläne für ein ägyptisches Kalifat. In einem Brief an den britischen Generalgouverneur des Sudan, Sir Reginald Wingate, zog er die traditionelle sunnitische Lehre in Zweifel, der zufolge der Kalif grundsätzlich aus dem arabischen Stamm der Quraisch hervorzugehen hat.
Nach der Besetzung Mekkas durch die Wahhabiten erkundete al-Marāghī im Jahre 1925 bei einer Geheimmission in den Hedschas die Möglichkeiten der Errichtung eines ägyptischen Protektorats über die Heiligen Stätten. 1926 gehörte er zu den Hauptorganisatoren des Kalifatskongresses in Kairo. Beide Initiativen endeten jedoch mit einem Misserfolg. Zu einem unbekannten Zeitpunkt wurde al-Marāghī zum Präsidenten des Obersten Schariagerichts von Ägypten.

## Erste Amtszeit als Scheich der Azhar
Aus dieser Position heraus wurde er am 22. Mai 1928 auf Vorschlag von Mustafa an-Nahhas Pascha vom ägyptischen König Fu'ād I. zum Scheich der Azhar ernannt, dies gegen den Willen des letzteren, der lieber al-Marāghīs konservativen Gegenspieler Muhammad al-Ahmadī az-Zawāhirī in diesem Amt gesehen hätte. In dem monatelangen Streit um die Wiederbesetzung des Amtes erhielt al-Marāghī Unterstützung von Mahmūd Schaltūt, einem anderen Azhar-Gelehrten, der seine Reforminitiative in Zeitungsartikeln begrüßte. Im August 1928 trat er mit einer Denkschrift zur Reform der Azhar an die Öffentlichkeit. Darin rief er unter anderem zur Ausübung des Idschtihād auf, forderte aber im Hinblick auf die geringen Anstellungschancen von Azhar-Absolventen auch die Einführung eines Numerus clausus im Tertiärbereich der Ausbildung.
Al-Marāghīs Entlassung im Jahre 1929 durch den König und Ablösung durch az-Zawāhirī löste an der Azhar-Universität einen Aufstand unter den ʿUlamāʾ aus, in dessen Folge siebzig von ihnen entlassen wurden.

## Zweite Amtszeit
Am 17. November 1934 verabschiedeten die Azharstudenten eine Resolution, in der die Abberufung von az-Zawāhirī und die Wiedereinsetzung von al-Marāghī gefordert wurde. Der König gab diesen Forderungen nach einer heftigen Pressekampagne nach und setzte al-Marāghī im April 1935 wieder in sein früheres Amt ein. Nachdem König Fuʾād im Frühjahr 1936 gestorben war und sein Sohn Faruq den Thron bestiegen hatte, nahm der gesellschaftliche und politische Einfluss al-Marāghīs stark zu, weil zwischen ihm und dem neuen König ein enges Vertrauensverhältnis bestand. Während seiner zweiten Amtszeit begründete al-Marāghī eine neue Politik der Entsendung von Azhar-Delegationen zu internationalen Kongressen, insbesondere zu solchen mit religiöser oder juristischer Thematik. So nahmen solche Delegationen am zweiten Internationalen Kongress für Rechtsvergleichung in Den Haag 1937 und an den Internationalen Religionswissenschaftlichen Kongressen in London 1936 und Paris 1939 teil.
Al-Marāghī zeigte auch große Gesprächsbereitschaft gegenüber schiitischen Gelehrten. Besonders enge Kontakte hatte er zu dem in Nadschaf ansässigen schiitischen Gelehrten ʿAbd al-Karīm az-Zandschānī (1887–1968), der sich in dem Dialog zwischen Sunniten und Schiiten engagierte. Auf al-Marāghīs Betreiben wurde az-Zandschānī der Vorsitz der Kongregation angetragen, die 1936 in Ägypten den Beginn des Ramadan verkündete. Umgekehrt entsandte al-Marāghī auf az-Zandschānīs Initiative hin 1937 eine Studienmission nach Britisch-Indien. Im Februar 1938 wandte sich al-Marāghī brieflich an az-Zandschānī und schlug ihm die Schaffung einer Institution vor, die die Annäherung zwischen den Konfessionen und Rechtsschulen vorantreiben sollte. Dieser "Oberste Islamische Rat" (maǧlis Islāmī aʿlā) sollte gleichzeitig alle Muslime repräsentieren. Al-Marāghīs Pläne stießen allerdings sowohl bei az-Zandschānī als auch bei anderen zwölfer-schiitischen Gelehrten auf große Skepsis und wurden letztlich nicht umgesetzt.
Insgesamt wurde al-Marāghīs zweite Amtszeit eher kritisch beurteilt. Viele Gelehrte warfen ihm vor, die ursprünglich von ihm angestrebte Reformen an der Azhar aus Bequemlichkeit nicht weiter verfolgt zu haben.